# Foiled (film 1909)
Foiled è un cortometraggio muto del 1909. Il nome del regista non viene riportato nei credit del film.

## Trama
Un vecchio servitore nero viene licenziato perché ritenuto troppo goffo. Quando il bambino della famiglia viene rapito, si sospetta di lui a causa del licenziamento. Il vecchio deve difendersi dalle accuse e, finalmente, viene creduto. Anche lui si unisce alla caccia ai veri rapitori, riuscendo a salvare il fratello maggiore del bambino rapito che era stato gravemente ferito. Dopo che il piccolo viene ritrovato, ogni sospetto sul vecchio servitore viene fugato definitivamente.

## Produzione
Il film fu prodotto dalla Lubin Manufacturing Company.

## Distribuzione
Distribuito dalla Lubin Manufacturing Company, il film - un cortometraggio della lunghezza di 114 metri - uscì nelle sale cinematografiche statunitensi il 18 novembre 1909. Nelle proiezioni, veniva programmato con il sistema dello split reel, accorpato in un'unica bobina con un altro cortometraggio prodotto dalla Lubin, la comica Servant's Revenge.